# Acuzația evreilor de omor ritual

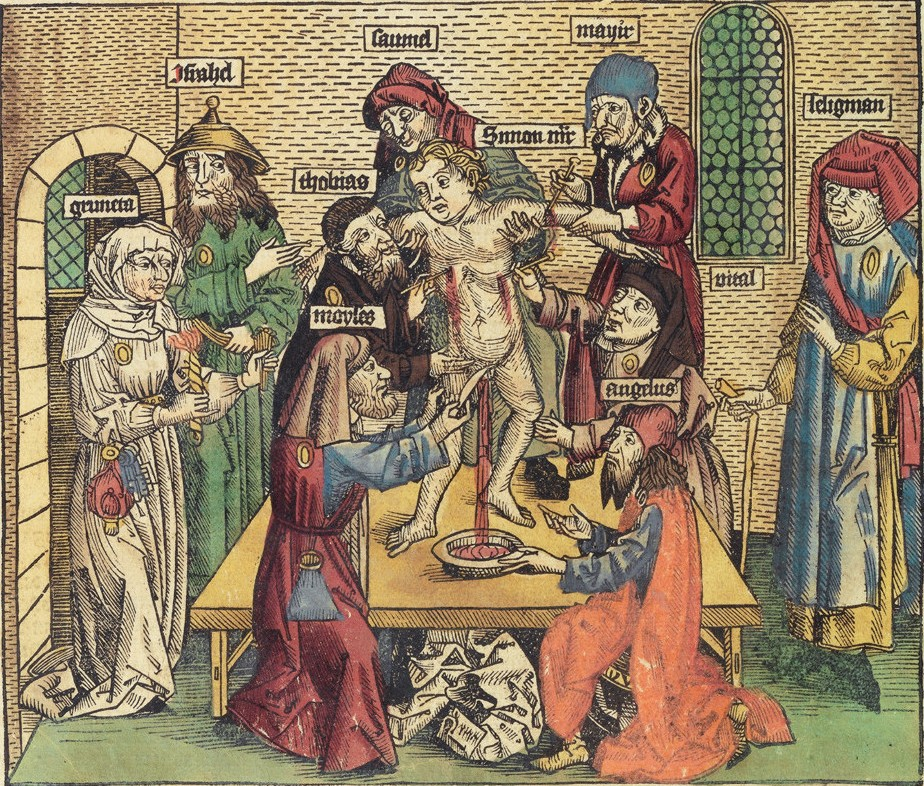
Uciderea lui Simon de Trent. Ilustrație acuzatoare din 1493

Acuzația evreilor de omor ritual sau Calomnia omorului ritual (în ebraică: Alilat dam - עלילת דם) este o legendă care a circulat mult timp de-a lungul istoriei, conform căreia, evreii ar ucide copii creștini, în special în perioada sărbătorilor iudaice, pentru a le folosi sângele în anumite scopuri ritualice, ca de pilda în fabricarea azimei de Paște.
Acest tip de calomnie a contribuit în mod semnificativ la întreținerea sentimentelor antisemite ale populației, influențând chiar declanșarea de persecuții și pogromuri împotriva evreilor.
Cea mai veche atestare documentară a unei astfel de acuzații datează din 1144 la (Norwich, în Anglia).
A fost urmată de adevărate psihoze colective, de valuri succesive de expulzări și emigrații ale evreilor din vestul Europei.